# Phrynus pseudoparvulus
Espèce
Phrynus pseudoparvulus est une espèce d'amblypyges de la famille des Phrynidae.

## Distribution
Cette espèce est endémique du Costa Rica. Elle se rencontre dans les provinces d'Alajuela, de Heredia et de Limón.

## Description
La femelle holotype mesure 21,7 mm, les mâles mesurent de 18,3 à 21,6 mm et les femelles de 18,5 à 21,7 mm.

## Publication originale
- Armas & Viquez, 2002 : Nueva especie de Phrynus (Amblypygi: Phrynidae) de Costa Rica. Revista Iberica de Aracnologia, vol. 4, p. 11-15 (texte intégral).